# Annie Bidwell
Annie Bidwell o Annie Kennedy Bidwell (30 de junio de 1839 - 9 de marzo de 1918), junto con su marido John Bidwell, fue una pionera y fundadora de la sociedad del siglo XIX en el área del Valle de Sacramento en California. Se la conoce por sus contribuciones a causas sociales, como el sufragio femenino, el movimiento por la Templanza y la educación. Annie Bidwell fue amiga y corresponsal de Susan B. Anthony, Frances Willard y John Muir.

## Biografía
Annie Ellicott Kennedy nació en Meadville (Pensilvania), el 30 de junio de 1839. Fue hija de Joseph C. G. Kennedy, un político del partido Whig, que sirvió como director del censo de los Estados Unidos para 1850 y 1860. La familia Kennedy vivió en Washington D. C. desde el décimo año de Annie.
Se casó con John Bidwell el 16 de abril de 1868 en Washington D. C. Entre los invitados a su boda se encontraban Elizabeth Cady Stanton, el presidente Andrew Johnson y el futuro presidente Ulysses S. Grant. Después de su matrimonio, Annie regresó con su marido a su casa en Chico (California).
Mientras su marido estaba vivo, Bidwell se preocupaba por el futuro de los nativos americanos Mechoopda locales. Ella era activa en las asociaciones indias estatales y nacionales. Un botánico aficionado, recogió el primer espécimen conocido de una pequeña planta anual, que fue nombrado lenteja de nudo de Bidwell (Polygonum bidwelliae), después de ella.
Tras la muerte de su marido, Bidwell continuó viviendo en Chico, la ciudad que su difunto marido había fundado. Antes de su muerte, donó a la ciudad, el 10 de julio de 1905, unos 2.238 acres de tierra, junto con un parque infantil en el centro de la ciudad. Desde entonces la tierra ha permanecido en el fideicomiso público y ahora se conoce como el parque Bidwell. Murió el 9 de marzo de 1918 en Chico, California.

## Legado
La Mansión Bidwell en Chico está ahora preservada como un parque histórico del estado. Aunque Annie y John Bidwell residieron en la mansión, fueron anfitriones de muchas figuras prominentes de su época, incluyendo: El presidente Rutherford B. Hayes, el general William T. Sherman, Susan B. Anthony, Frances Willard, el gobernador Leland Stanford, John Muir y Asa Gray.